# 周毛悬钩子
周毛悬钩子（学名：Rubus amphidasys）是蔷薇科悬钩子属的植物，为中国的特有植物。分布在中国大陆的安徽、福建、湖南、广西、贵州、广东、浙江、湖北、江西、四川等地，生长于海拔400米至1,600米的地区，见于竹林内、山坡路旁丛林或山地红黄壤林下，目前尚未由人工引种栽培。